# Porta Nuova (Grosseto)
Porta Nuova (anciennement Porta di San Pietro) est la porte nord des remparts de Grosseto du centre historique de Grosseto en Toscane.
Il s'agit désormais d'une brèche formée par l'interruption d'un court tronçon de l'enceinte Médicis entre le bastion Garibaldi et le bastion Rimembranza, à la suite de la démolition de celle-ci en 1866.

## Galerie

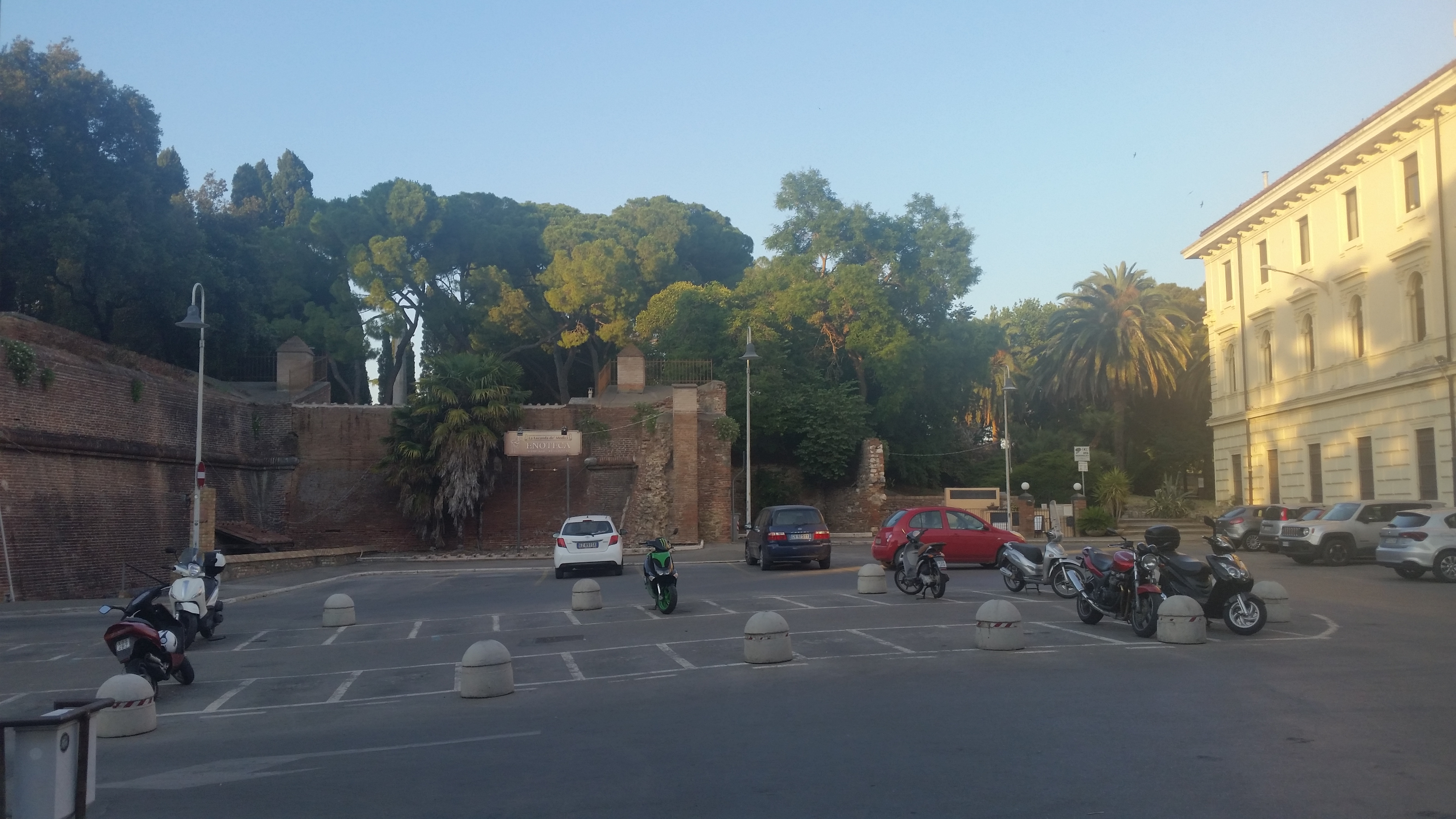